# Font de Barrera
La Font de Barrera és una font de l'enclavament dels Masos de Baiarri, de l'antic terme de Claverol, pertanyent a l'actual municipi de Conca de Dalt, al Pallars Jussà.
Està situada a 1.240 m d'altitud, a la Roqueta, al peu de la pista rural coneguda com a Pista vella de Baiarri, al nord del Serrat Pelat.